# Baja Mali Knindža
Mirko Pajčin ( em sérvio:  Мирко Пајчин  ; nascido em 13 de outubro de 1966), conhecido pelo seu nome artístico Baja Mali Knindža ( em sérvio:  Баја Мали Книнџа  ; em inglês:  Baja Little Kninja; em português: Baja pequeno Kninja é um cantor de folk e compositor Bósnio Sérvio . Ele é frequentemente descrito como parte do turbo-folk, e é conhecido por suas letras com nacionalismo sérvio. Sua prima era a artista de pop-folk Ksenija Pajčin.
Pajčin não deve ser confundido com Nedeljko Bajić Baja (a quem ele deve o seu apelido devido à sua semelhança física), que é outro cantor de folk da Bósnio-Sérvio.

## Vida pregressa
Pajčin  nasceu em 13 outubro de 1966 em uma família bósnio sérvia na aldeia de Gubin, perto de Livno, Bósnia e Herzegovina.
Pajčin mudou-se para a RS Sérvia em 1980 e começou a cantar em 1984 em Surčin.

## Controvérsia e carreira
Baja ganhou uma competição de 1989 para cantores amadores em Livno e lançou seu primeiro álbum em 1991. Sua carreira começou no momento em que a Iugoslávia estava se desintegrando. Ao longo da década de 1990, ele era conhecido por seu forte nacionalismo sérvio e canções nacionalistas apoiando os sérvios durante as guerras iugoslavas ; durante a Guerra de Independência Croata foi apelidado de Baja Mali-Knindža (que significa literalmente "Baja little Kninja " em referência à capital de facto, Knin, do estado separatista sérvio da Sérvia Krajina dentro da Croácia). Seu primeiro sucesso profissional foi a canção "Врати се Војводо" ( Volte, Voivode ), na qual ele apelou para o comandante Chetnik dos sérvios da croácia na Segunda Guerra Mundial, Momčilo Đujić, voltar às áreas da krajina  e ajudar levantar os espíritos dos sérvios croatas . Ele disse que nunca consideraria ir à Croácia ao afirmar que os soldados croatas "incendiaram sua casa e degradaram as sepulturas de seus ancestrais".
Baja performa na "Кочићев збор" (Assembleia de Kocić) em Zmijanje perto de Banja Luka, em meados de agosto de cada ano, e ele geralmente atrai dezenas de milhares de pessoas. Desde a Operação Tempestade, Pajčin escreveu muitas canções sobre o seu sonho do povo sérvio voltar a viver em territórios de qual fugiram, habitados por croatas após a Guerra da Croácia.
Pajčin é controverso devido ao seu nacionalismo sérvio e opiniões de extrema-direita sérvias nas letras. A maioria de suas canções são condenadas por povos não-sérvios da Bósnia e Croácia por causa de suas letras xenofóbicas, que muitas vezes fazem referência a líderes de guerra durante as guerras iugoslavas. Por exemplo, em sua música "Ne volim te Alija" descreve seu forte ódio pelo presidente bosníaco Alija Izetbegovic.
Em uma música intitulada "Ćuti, Ćuti Ujko!" (a música e o videoclipe apresentam o astro do rock sérvio Bora Đorđević)na música ele canta coisas como, "Eu vou matar você" assim como "Cale a boca, cale a boca, mujo (bosníaco muçulmano), eu vou te matar". Ele também cantou "Eu não como pessoas que gostam do HDZ ", que incluía nas letras" Foda-se suas šahovnica ".
Apesar de muitas de suas canções terem uma letra nacionalista, ele também é conhecido por suas canções não-políticas, muitas vezes humorísticas, como "Umri Baba" e "Poker Aparat".
Ele também cantou canções anticomunistas como "Bila Jednom Jedna Zemlja" e a música "Komunjare", onde ele canta:
"Comunistas, comunistas"
"Tudo que vocês amam é o dinheiro"
"Todos vocês comunistas"
"São feitos do mesmo molde!"

## Vida pessoal
Pajačin vive com sua esposa, três filhas e um filho em Zemun . Além de sua língua nativa, ele também fala inglês e russo . Sua mãe e pai vivem em uma casa recém-construída em Surčin.
Baja é um apoiador do Partido Radical Sérvio e cantou nas convenções do partido. Ele também lançou um álbum chamado Српским радикалима ( Radicais sérvios, 1998), que glorifica o SRS e seu líder Vojislav Šešelj .
Sua prima Ksenija Pajčin, cantora pop-folk, foi assassinada por seu ex-namorado em 16 de março de 2010. Mais tarde, naquele mesmo ano, Pajačin lançou a música "Spavaj, kraljice" ( Durma, rainha) em sua memória. Ele disse que ficou muito "abalado" com a morte dela.

## Discografia

### Solo
- Ne dam Krajine (1991)
- Stan'te paše i Ustaše (1992)
- Živjeće ovaj narod (1993)
- Sve za srpstvo, srpstvo nizašta (1993)
- Uživo sa braćom Bajić, Rašom Pavlovićem, i Goricom Ilić (1993)
- Još se ništa ne zna (1994)
- Rat i mir (1994)
- Kockar bez sreće (1994)
- Pobijediće istina (1994)
- Igraju se delije (1995)
- Idemo dalje (1995)
- Zbogom oružje (1996)
- Ne dirajte njega (1997)
- Povratak u budućnost (1998)
- Srpskim radikalima (1998)
- Biti il ne biti (1999)
- Život je tamo (1999)
- Zaljubljen i mlad (2000)
- Đe si legendo (2001)
- Zbogom pameti (2002)
- Baja Mali Knindža: uživo (2003)
- Luda Žurka - uživo (2003)
- Za kim zvona zvone (2006)
- Gluvi barut (2007)
- Idemo malena (2011)
- Lesi se vraća kući (2012)
- Govor duše (2014)

### Com a banda Braća sa Dinare
- Goki i Baja bend (1994)
- Bila jednom jedna zemlja (1995)
- Plači voljena zemljo (1996)
- Ja se svoga, ne odričem groba (1997)
- Idemo do kraja (1998)

## 2
1. ↑  «Istinski identitet poznatih ličnosti rijetko poznat javnosti»
2. ↑  «Biografija Baje Malog Kninže (Mirko Pajčin)»
3. ↑  «Dvostruka mjerila: 'Mali Knindža' slavi četnike u Švicarskoj»
4. ↑  «Thompsona protjerali, a Malom Knindži daju da propagira četnike» [ligação inativa]
5. ↑  Radano, Ronald Michael; Bohlman, Philip Vilas. Music and the racial imagination. [S.l.: s.n.] ISBN 978-0-226-70200-1
6. ↑  «Plačem za sestrom Ksenijom» [ligação inativa]
7. ↑  «Baja Mali Knindža posvetio pesmu Kseniji Pajčin»
8. ↑  «Baja Mali Knindža posvetio pesmu svojoj pokojnoj sestri Kseniji Pajčin»